# Björn Schneider
Björn Schneider (* 24. Januar 1973 in Diessbach bei Büren) ist ein ehemaliger Schweizer Eishockeyspieler.

## Spielerkarriere
Schneider begann seine Karriere 1989 beim EHC Biel aus der Nationalliga A, für den er bis zum Abstieg im Jahr 1995 spielte. Anschliessend wechselte er zum Ligakonkurrenten Kloten Flyers, mit denen er zwei Mal in Folge Schweizer Meister wurde. Einem Gastspiel beim SC Bern folgte 1999 der Wechsel zum HC Sierre-Anniviers, für die er lediglich vier Spiele bestritt. Im gleichen Jahr ging der Verteidiger zum EHC Biel zurück und absolvierte mit dem Club die Playoffs zur Nationalliga A. Dort blieb er bis zur Saison 2002/03, ehe er vom HC Fribourg-Gottéron verpflichtet wurde. Nach sechs Spielen bei den Westschweizern wurde er zum SC Langenthal transferiert, wo er 2004 schliesslich verletzungsbedingt seine Karriere beendete.

### International
Schneider war Mitglied der Schweizer Juniorennationalmannschaft bei den Europameisterschaften 1990 und 1991. Mit der Schweizer Eishockeynationalmannschaft spielte er an den Weltmeisterschaften 1991, 1992 und 1993. Insgesamt kam er auf sieben Länderspieleinsätze.

## Trainerkarriere
Nach dem sportlichen Karriereende ist Schneider seit der Saison 2005/06 Trainer des Zweitligisten EHC Meinisberg.

## Erfolge und Auszeichnungen
- 1993 Aufstieg in die A-Gruppe bei der Junioren-B-Weltmeisterschaft
- 1993 All-Star-Team der Junioren-B-Weltmeisterschaft
- 1995 Schweizer Meister mit dem EHC Kloten
- 1996 Schweizer Meister mit dem EHC Kloten